# Alejandro Álvarez Jofre
Alejandro Álvarez Jofre (Santiago de Chile, 9 de febrero de 1868-París, 19 de julio de 1960), fue un jurista y académico chileno, asesor del Ministerio de Relaciones Exteriores , representó a Chile en importantes conferencias regionales. Se desempeñó como árbitro en la Corte Permanente de Arbitraje de La Haya y en el Tribunal Arbitral Mixto Húngaro-Checoslovaco. Fue juez en la Corte Internacional de Justicia de la Organización de Naciones Unidas, en La Haya.

## Biografía
Estudió derecho en la Universidad de Chile. Profesor en la Escuela de Derecho de la Universidad de Chile, doctor en Derecho por la Universidad de París. 
Alejandro Álvarez se licenció en Derecho por la Universidad de Chile en 1892. Siete años más tarde se doctoró en la Universidad de París, donde recibió la influencia del que más tarde sería Premio Nobel de la Paz, Louis Renault. El período que va desde 1890 en adelante, en el que se ocupó en particular del derecho civil y de familia, así como de cuestiones de derecho comparado en esta área, también como parte de su tesis, se considera formativo para su obra posterior. A partir de 1895, enseñó derecho civil comparado en la Universidad de Chile, donde fue nombrado profesor en 1901. En los años cercanos al cambio de siglo, emprendió varias iniciativas para reformar la enseñanza del Derecho en su país, pero no tuvo éxito. Hasta principios de la década de 1920, Alejandro Álvarez vivió alternativamente en Europa y Sudamérica, antes de establecerse en París. A partir de 1910, se concentró cada vez más en el Derecho internacional. En la elección de los primeros jueces del recién fundado Tribunal Permanente de Justicia Internacional en septiembre de 1921, Alejandro Álvarez fue propuesto por su país de origen, Chile, así como por Brasil y Uruguay. 
Fue el principal sino el único propugnador, ya en 1928, de una declaración sobre los derechos humanos que tuvo, posteriormente, consagración en 1948. Esto es posible de encontrar en las conferencias de René Cassin en la Universidad Nacional Autónoma de México en la década del 70.
Fue juez o ministro de la Corte Internacional de Justicia, órgano de la Organización de Naciones Unidas, cuya sede es La Haya, Holanda, desde 1946 hasta 1955, escribiendo las célebres Opiniones Disidentes de uno de los casos sobre el Sahara Occidental, citados por Henkin y Schachter como la base del Derecho internacional del desarrollo. Escribió innumerables obras sobre derecho internacional público.
Fue miembro del Tribunal de La Haya. Fundó y dirigió el Instituto de Altos Estudios Internacionales en París, hoy parte de la Universidad de París II, Panthéon-Assas. Caballero de la Legión de Honor de Francia y miembro del Instituto de Francia. Fue delegado por su país en la asamblea de la Sociedad de las Naciones desde 1921 a 1923.
La Universidad de Buenos Aires (1941), la Universidad de Estrasburgo (1947) y la Universidad de Chile (1958) le concedieron doctorados honoris causa. En 1932, 1933 y 1934 fue propuesto para el Premio Nobel de la Paz por su labor.En la localidad de Ovalle, en la región chilena de Coquimbo, una escuela lleva su nombre desde 1960.